# Rav Amram Gaon
Rav Amram Gaon (in ebraico עמרם גאון‎?, o Amram bar Sheshna, ebraico: עמרם בר רב ששנא, o anche: Amram ben Sheshna o Amram b. Sheshna; (Sura, ... – Sura, 875), rinomato gaon fu a capo dell'accademia ebraica di Sura per un lungo periodo. A lui si devono i Responsi e il Seder Rab' Amram, la più antica raccolta della liturgia giudaica annuale. Infatti la prima codificazione esistente del libro di preghiere fu elaborata da Rav Amram Gaon all'incirca nell'anno 850.

## Biografia
Fu allievo di Natronai II, Gaon di Sura, e fu grandemente onorato con il titolo di Gaon mentre il suo maestro era ancora in vita. Alla morte di Natronai, verso l'anno 857, il titolo completo e la dignità del gaonato vennero conferiti ad Amram, che li mantenne fino alla morte. È autore di circa 120 responsa (la maggior parte pubblicati a Salonicco, 1792, nella raccolta intitolata Sha'are Tzedek) che toccano quasi ogni settore della giurisprudenza ebraica: sono di grande valore in quanto offrono una visione della personalità di Amram, nonché delle condizioni religiose tra gli ebrei di quel periodo. Le seguenti decisioni possono servire come esempi: interesse non deve essere preteso anche da non ebrei, nemmeno quegli utili minori che il Talmud designa come "la polvere dell'interesse", che sono ammessi solo se di uso comune nel mondo degli affari dei gentili (Sha'are Tzedek, IV:2, 20, 40). È un metodo caratteristico di Amram evitare l'estremo rigore: decide per esempio che uno schiavo che ha abbracciato l'Ebraismo ma vuole rinviare la necessaria circoncisione fino a quando si sente abbastanza forte per farla, non deve essere forzato ad affrettarsi (ib. IV:6, 11. ). Combatte la superstizione e si pone quasi in opposizione al Talmud quando protesta che non ha senso digiunare a causa di brutti sogni, dal momento che la vera natura dei sogni non è conosciuta. Le regole di Amram in merito alla metodologia del talmud sono di considerevole importanza per l'ermeneutica talmudica.

## Seder Rav Amram
Ma l'opera più importante di Amram, che lo contraddistingue come uno dei più importanti Geonim anteriori a Saadya Gaon, è il suo "libro di preghiere", il cosiddetto "Siddur Rab Amram". Amram fu il primo a organizzare una liturgia completa da utilizzarsi in sinagoga e a casa. Il suo libro costituisce la base delle liturgia sia ispaniche che tedesco-polacche e ha esercitato una grande influenza sulla pratica religiosa e cerimoniale ebraica per più di mille anni, una influenza che in qualche modo si sente ancora al giorno d'oggi. Infatti Amram non si accontentò di organizzare un semplice testo di preghiere, ma in una specie di commentario continuativo aggiunse molti regolamenti talmudici e gaonici di riferimento, con le rispettive liturgie. Il suo "siddur", reso noto dai molti estratti citati dagli scrittori liturgici del Medioevo, e che servì da modello per i rituali di preghiera di Saadya Gaon e di Maimonide, fu pubblicato completo per la prima volta a Varsavia nel 1865 da N. N. Coronel, col titolo "Seder Rab Amram Gaon".
L'opera, come pubblicata, si compone di due parti. La seconda parte, che contiene le Selichot (preghiere propiziatorie) e i pizmonim (poesie liturgiche) per il mese di Elul, per il nuovo anno e per il giorno dell'Espiazione (Yom Kippur), non è certamente opera di Amram, ma sembra appartenere a un altro periodo posteriore. Anche la prima parte, che contiene le preghiere appropriate, è piena di interpolazioni, alcune delle quali, come il "Qedushah" (santificazione) per la preghiera privata, sono aggiunte ai manoscritti evidentemente molto più tardi. Non molto peso deve essere dato anche a parti del libro che sono specificamente indicate col nome di Amram, infatti molte delle spiegazioni non sono certamente sue, ma di copisti accademici che ci mettono il suo nome, parlando di lui in terza persona. Queste spiegazioni delle preghiere non fanno riferimento a nessuna autorità posteriore alle seguenti: Natronai II, insegnante di Amram (17 volte); Shalom, predecessore di Natronai nel gaonato (7 volte); Judah, Paltoi, Zadok e Mosè, geonim prima di Amram (una volta ciascuno); Cohen Zedek (due volte); Nacason e Tzemach, contemporanei di Amram (due volte); Nathan, di data sconosciuta. L'unica autorità citata, di data successiva ad Amram, è Saadya (p. 4b). Ciò indica che le aggiunte al testo delle preghiere devono provenire dall'epoca di Amram. Certezza su questo punto, tuttavia, può essere ottenuto solo mediante un confronto del testo stampato con i manoscritti; quello di Almanzi, secondo i campioni forniti da Samuel David Luzzatto (op. cit.), varia notevolmente dal testo stampato. Israel ben Todros (1305) cita alcuni azharot come fossero composti da Amram, ma non se ne trova nessuna traccia odiernamente.

### Il testo
I primi manoscritti di questo libro di preghiere non sono sopravvissuti e manoscritti successivi sembrano essere pesantemente modificati, per conformarsi con i riti in uso al momento: non possiamo quindi essere certi del testo esatto preferito dallo stesso Amram Gaon. Prova di ciò è come segue:
- I manoscritti differiscono grandemente tra loro
- Il testo delle preghiere spesso è diverso dai responsa esistenti di Natronai Gaon e altre autorità a lui contemporanee, occasionalmente anche con il commentario halakhico dello stesso siddur
- Ci sono molti esempi dove un'autorità successiva, come per es. Abraham ben Nathan nel suo  Sefer ha-Manhig o David Abudirham, propone il testo A "come prescritto da Amram Gaon" contro il testo B "trovato nell'uso popolare", ma la versione corrente di Amram Gaon porta il testo B.

### Collegamenti ad altri riti
Il Seder Rav Amram fu inizialmente inviato alle comunità di Spagna, in risposta ad una richiesta di orientamento sulle leggi della preghiera. Tuttavia, non sembra mai essere stata adottata da tali comunità in toto, sebbene rispettassero le singole sentenze halakhiche in esso contenute. Sembra comunque che l'avessero modificato per adattarlo alle proprie esigenze, cosicché il testo dei manoscritti e della versione stampata spesso riflette le prime versioni del rito spagnolo. Per certi aspetti questi erano diversi dal rito sefardita in uso oggi e più vicini ad altri vecchi riti europei come quello provenzale, quello degli ebrei italiani e il francese antico, che riflettono diversi gradi di influenza palestinese. Il rito sefardita posteriore poi è stato rivisto per renderlo più conforme alle sentenze dei codici halakhici, che spesso riflettono le opinioni dei Geonim, ed è quindi di carattere più prettamente babilonese: in tal modo, paradossalmente, si è allontanato dalla formulazione attuale del Seder Rav Amram e avvicinato a quello che presumibilmente doveva essere la sua formulazione originaria.
D'altra parte, il Seder Rav Amram così modificato fu una delle principali fonti utilizzate nella standardizzazione del rito ashkenazita, che era già simile alla vecchia tradizione europea. Per questo motivo, ad un lettore moderno il testo del Seder Rav Amram sembra molto più vicino ad un testo aschenazita piuttosto che ad un testo sefardita, un fatto che fuorviato lo studioso e lessicologo Moses Gaster a credere che il rito aschenazita fosse basato sul babilonese, mentre invece il rito sefardita era essenzialmente palestinese.

## Testisiddurpubblicati
- Seder Rab Amram, ed. Coronel: Varsavia 1865
- Seder Rav Amram Gaon, ed. Hedegard: Lund 1951
- Seder Rav Amram Gaon, ed. Goldschmidt: Gerusalemme 1971
- Seder Rav Amram Gaon, ed. Kronholm: Lund 1974
- Seder Rav Amram Gaon, ed. Harfenes: Bene Berak 1994